# Frakcja (grupa artystek)
Frakcja – międzypokoleniowa grupa artystek i teoretyczek sztuki założona w 2016 roku w Łodzi. Grupa działa przy stowarzyszeniu Sztuka i Dokumentacja. Frakcja zrzesza artystki działające indywidualnie w polu sztuki na pograniczu takich dziedzin jak sztuka instalacji, performance, video-art, malarstwo, rzeźba, BioArt czy research as art. Założycielkami grupy były Ewa Bloom-Kwiatkowska, Monika Czarska, Anka Leśniak, Aurelia Mandziuk, Marta Ostajewska, Izabela Robakowska, Jolanta Rudzka-Habisiak, Jolanta Wagner.

## Założenia ideowe
Celem grupy jest popularyzacja sztuki tworzonej przez kobiety, zarówno poprzez wspólne wystawy członkiń grupy, jak i spotkania oraz dyskusje dotyczące obecności kobiet w polu sztuk wizualnych. Grupa ma charakter demokratyczny, nie posiada liderki, wszystkie decyzje podejmowane są wspólnie poprzez rozmowy i głosowania. Tematy interesujące członkinie grupy to m.in. problematyka feministyczna, działania w dialogu z konkretną przestrzenią (sztuka site-specific) oraz popularyzacja sztuki kobiet (Wirtualne Archiwum Sztuki Kobiet, Seminarium Feministyczne, Art+Feminism).

## Historia grupy
Inspiracją do powstania grupy były warsztaty artystyczne oraz wystawa typu site-specific pt. Rozpakować Walizki/Koffer auspacken zrealizowana w opuszczonej fabryce Koelmann Höfe we Frankfurcie nad Odrą, do której łódzkie artystki zostały zaproszone przez Endmoräne – grupę artystek niemieckich.
8 marca 2017 roku Frakcja zorganizowała pierwszą wspólną wystawę pt. Kobiety, które siedzą w Łodzi. Manifest Obecności, która prezentowana była w galerii Manhattan Transfer, przy ul. Piotrkowskiej 118 w Łodzi. W wystawie udział wzięły: Ewa Bloom Kwiatkowska, Monika Czarska, Anka Leśniak, Aurelia Mandziuk, Marta Ostajewska, Jolanta Rudzka-Habisiak, Jolanta Wagner. Prezentowane prace dotykały różnych sfer kobiecości i funkcjonowania kobiet w społeczeństwie, jak również były to działania związane z przestrzenią miejsca. Piramida Jolanty Wagner złożona z setek buteleczek po perfumach odnosiła się do kobiecości w stylu glamour. Pojawiły się też odwołania do łódzkich tradycji awangardowych i Katarzyny Kobro. Ewa Bloom Kwiatkowska zaprezentowała video pt. KOBRO identyfikacje / Auto da fe, w trakcie którego wykonuje na swoim ciele tatuaż przedstawiający rzeźbę Kobro; Aurelia Mandziuk przedstawiła Królika – reanactment, rekonstrukcję zabawki wykonanej przez Kobro dla swojej córki Niki. Jolanta Rudzka-Habisiak wykonała strukturę z pociętych map świata opartą na splocie stosowanym w wykonywaniu tkanin i alfabecie opracowanym przez Władysława Strzemińskiego. Anka Leśniak w pracy The Triple Goddess / św. Anna Samotrzecia odniosła się do ikonografii bóstw kobiecych i kobiecej duchowości. Obrazy Moniki Czarskiej balansowały na granicy abstrakcji geometrycznej i zmysłowości. Marta Ostajewska pokazała video-performance site-specific pt. Red rag (fragment video-performance Mi/gra/cja) zrealizowany na Księżym Młynie i odnoszący się do balansowania na granicy między podmiotowością i uprzedmiotowieniem kobiecego ciała (w video pojawia się nagie kobiece ciało, z zakrytą, czerwoną tkaniną, twarzą). Wystawa, mimo iż nie zawierała prac w sposób bezpośredni politycznych, była świadomym gestem i wyrazem solidarności ze wszystkimi kobietami walczącymi o równouprawnienie we wszystkich dziedzinach życia.

## Wystawy i wydarzenia
Wystawie Kobiety, które siedzą w Łodzi. Manifest Obecności towarzyszył zorganizowany 30 marca 2018 panel dyskusyjny pt. Kobieta artystka / aktywistka. Stan obecny z udziałem artystek z grupy Frakcja oraz aktywistek z łódzkiej sekcji grupy Dziewuchy Dziewuchom, prowadzony przez antropolożkę Alicję Kujawską.
Grając z konwencją 8 marca jako święta kobiet w 2018 roku Frakcja we współpracy z artystkami i artystami z Domu Mody Limanka zrealizowała działanie performatywne pt. Tylko jeden dzień. Manifest Obecności, w trakcie którego w przestrzeniach Domu Mody Limanka symultanicznie odbywały się pokazy performance, pokaz mody oraz koncert Gangu Śródmieście.
28 września 2018 na Dworcu Łódź Fabryczna miała miejsce dwudniowa wystawa/performance site-specific o nazwie Łącz(e/ę) /zdarzenie artystyczne.
9 listopada 2018 w Galerii Kobro ASP w Łodzi odbył się wernisaż wystawy MatriarchArt z udziałem artystek z całej Polski, w tym grupy Frakcja, którego kuratorkami były Ola Kozioł i Beata Marcinkowska.
Frakcja zaznaczyła swoją obecność także na rocznicy przyznania praw wyborczych kobietom – 24 listopada w Warszawie. Członkinie grupy wzięły udział w wystawie 100 flag.
Na zaproszenie kuratorek Katarzyny Lewandowskiej i Doroty Chilińskiej Frakcja uczestniczyła w projekcie REBELLE, Barykada 1, który zainicjowała wystawa 1 grudnia 2018 w Galerii S w Toruniu.
8 marca 2019 grupa zorganizowała wydarzenie pod tytułem Frakcja Akcja*Libacja, w trakcie którego odbył się, między innymi, "performance dokamerowy" z udziałem wszystkich artystek grupy oraz naci pietruszki.
25 października – 09 listopada 2019 odbyła się wystawa PLEXUS w Galerii Imaginarium (Łódzki Dom Kultury). Frakcjonistki zaprosiły do wspólnej przestrzeni inne artystki i artystów, z którymi wiązała je sieć powiązań, inspiracji czy zainteresowań. Każda z Frakcjonistek określiła sama istnienie poszczególnych relacji, powód i cel, dla których do projektu zaprasza konkretną artystkę lub artystę, biorąc jednak pod uwagę zarówno indywidualny, jak i kolektywny wymiar tych relacji. Założeniem wystawy PLEXUS była integracja, nie wykluczająca sporu i napięć pomiędzy jednostką a grupą, przy jednoczesnej próbie komunikowania swoich indywidualnych poszukiwań i potrzeb. W wystawie wzięli udział: Ewa Bloom Kwiatkowska – Julia Kosmynka (Lula), Monika Czarska – Dariusz Fodczuk, Ola Kozioł – Suavas Lewy, Alicja Kujawska – Kim Albrecht, Roksana Kularska Król – Justyna Stopnicka, Anka Leśniak – Ewa Kaja, Iza Maciejewska – Piotr Michnikowski, Aurelia Mandziuk – Zajączkowska – Mariusz Sołtysik, Beata Marcinkowska – Maciej Bohdanowicz, Marta Ostajewska – Aleksandra Chciuk, Jolanta Wagner.
W okresie pandemii grupa prowadziła Dziennik Frakcji. 16 marca 2020 roku Monika Czarska zaproponowała Frakcjonistkom spontaniczne działanie pod tytułem Kobiety, które siedzą w domu. Nazwa nawiązywała do pierwszej wystawy grupy. 18 marca 2020 roku Frakcja rozpoczęła publikację postów. Każdego dnia któraś z Frakcjonistek tworzyła wpis – następną stronę dziennika. Dziennik został zakończony po 66 dniach. Został zaprezentowany na Biennale w Pradze oraz na wystawie 66 dni w Galerii Remedium w Łodzi (wernisaż 23 września 2021 roku).
8 marca 2021 roku grupa zrealizowała projekt Osiem gwiazdek, który został najpierw opublikowany na Facebooku grupy, po czym został zaprezentowany w galerii Szatnia (12-30.04.2021), na Wydziale Sztuk Pięknych Uniwersytetu Mikołaja Kopernika w Toruniu.
W Pałacu Bidermanna, w październiku 2021 roku, odbyła się wystawa towarzysząca 80. rocznicy deportacji Żydów zachodnich do Litzmannstadt Getto Siostry Kafki, w której wzięły udział grupa artystek Frakcja z Łodzi oraz grupa Endmoräne, do której należą niemieckie artystki z Brandenburgii (Monika Czarska, Roksana Kularska-Król, Alicja Kujawska, Anka Leśniak, Aurelia Mandziuk, Beata Marcinkowska, Dorothea Neumann, Marta Ostajewska, Patricia Pisani, Susanne Pittroff). Punktem wyjścia wystawy były historie osób z Litzmannstadt Getto, do którego w 1941 roku deportowano Żydów z Europy Zachodniej. Byli wśród nich przede wszystkim przedstawiciele światowej inteligencji, między innymi jeden z najciekawszych pisarzy współczesnej Europy Paul Kornfeld, chemicy Jakub Speyer i Hugo Dietz, matematyk Ludwik Berwald. Do getta również przybyły siostry Franza Kafki – Gabriele Hermann i Valerie Pollak, do których nawiązuje tytuł wystawy.

## Członkinie
- Monika Czarska
- Alicja Kujawska
- Roksana Kularska-Król
- Anka Leśniak
- Beata Marcinkowska
- Aurelia Mandziuk
- Marta Ostajewska